# Pierwotne niedobory odporności
Pierwotne niedobory odporności (ang. Primary Immune Deficiency, w skrócie PID) – grupa stanów chorobowych, w których występuje upośledzenie lub brak zdolności układu immunologicznego do zwalczania zakażeń. Do tej grupy wliczane są także schorzenia, w których występuje zaburzenie mechanizmów regulacyjnych odporności.  
Poprzednio pierwotne niedobory odporności zawężano do genetycznie uwarunkowanych dysfunkcja układu odpornościowego.

## Epidemiologia
Chociaż większość pierwotnych niedoborów odporności należy do chorób rzadkich lub bardzo rzadkich, to szacuje się, że niedobory odpornościowe mogą dotyczyć nawet 1-2% populacji. Mogą występować z częstością 1:2000-1:3000 żywych urodzeń (chociaż poprzednio uważano, że z częstością 1:10000).
Część niedoborów odporności o mniejszym stopniu zaawansowania nie jest właściwie zdiagnozowana i leczona.
W zależności od klasyfikacji wyróżnia się ok. 300 jednostek chorobowych zaliczanych do pierwotnych niedoborów odpornościowych, a w ok. 120 ustalono specyficzny defekt genetyczny).
Objawy chorobowe pierwotnych niedoborów odporności stwierdza się z reguły u niemowląt i dzieci. W Polsce najczęstsze są niedobory immunologiczne związane z zaburzeniami produkcji przeciwciał, a z nich najwięcej jest przypadków pospolitego zmiennego niedoboru odporności.

## Podział
Można podzielić je na kilka dużych grup:
- pierwotne niedobory z przewagą defektu odporności humoralnej
  - agammaglobulinemia Brutona inaczej agammaglobulinemia sprzężona z chromosomem X (XLA)
  - delecje genowe łańcucha ciężkiego
  - niedobór łańcucha kappa
  - selektywny niedobór podklas IgG
  - niedobory przeciwciał z prawidłowymi Ig
  - pospolity zmienny niedobór odporności (CVID)
  - selektywny niedobór IgA
  - izolowany niedobór IgM inaczej selektywny niedobór IgM
  - przemijająca hipogammaglobulinemia niemowląt (THI)
- złożone pierwotne niedobory odporności
  - ciężki złożony niedobór odporności (SCID)
  - niedobór fosforylazy nukleozydów purynowych (PNP)
  - niedobór deaminazy adenozynowej (niedobór ADA, SCID-ADA|)
  - zespół hiper-IgM
  - niedobór MHC
  - niedobór łańcuchów CD3gamma i CD3epsilon
  - niedobór ZAP-70
  - niedobór TAP-2
  - zespół WHIM
- pierwotne niedobory z przewagą defektu odporności komórkowej
- pierwotne niedobory przebiegające z innymi zaburzeniami wrodzonymi
  - zespół Wiskotta-Aldricha
  - zespół Blooma
  - niedokrwistość Fanconiego
  - zespół Downa
  - zespół Turnera
  - hipoplazja chrząstek i włosów
  - niskorosłość MULIBREY
  - zespół Dubowitza
  - zespół Hutchinsona-Gilforda
  - zespół Nethertona
  - ektodermalny zespół dysplastyczno-rozszczepienny z ektrodaktylią
  - hipohydrotyczna dysplazja ektodermalna
  - kwasica metylomalonowa
  - zespół Chediaka-Higashiego
  - zespół hiper-IgE
  - ataksja-teleangiektazja
  - Zespół Høyeraala-Hreidarssona

## Rozpoznanie
Europejskie Towarzystwo Niedoborów Odporności (ESID) i międzynarodowe organizacje JMF oraz IPOPI ustaliły listę dziesięciu niepokojących objawów, mogących wskazywać na pierwotne niedobory odpornościowe.
1. Przynajmniej sześć zakażeń w ciągu roku
2. Przynajmniej dwa zakażenia zatok w ciągu roku
3. Konieczność antybiotykoterapii trwającej >2 miesiące z niewielką poprawą
4. Przynajmniej dwa zapalenia płuc w ciągu roku
5. Brak przyrostów masy ciała, zahamowanie wzrostu
6. Głębokie ropnie skóry lub narządów wewnętrznych
7. Przewlekła grzybica jamy ustnej lub skóry u dzieci >1 roku
8. Konieczność długotrwałej antybiotykoterapii dożylnej
9. Dwa lub więcej ciężkich zakażeń: zapalenia mózgu, zakażenia kości, mięśni, skóry, posocznica
10. Wywiad rodzinny dodatni w kierunku pierwotnych niedoborów odporności.